# Гуревич, Елена Михайловна
Елена Михайловна (Моисеевна) Гуревич (26 марта (8 апреля) 1906, Москва — 7 января 1989, Москва) — советский скульптор. Работала в декоративной скульптуре и в скульптуре малых форм (фаянс, фарфор и керамика).

## Биография
Елена Гуревич родилась 26 марта (8 апреля) 1906 года в Москве. В 1924—1926 годах училась в студии Ф. И. Рерберга. В 1926—1930 годах училась во Вхутеине в Москве у В. А. Фаворского. Её преподавателями были также Л. А. Бруни, Н. Н. Купреянов, П. Л. Павлинов.
С 1931 года участвовала в художественных выставках. В 1932 году вступила в Союз художников СССР. В начале творческой карьеры работала в технике ксилографии, занималась книжной иллюстрацией. В 1934 году занялась скульптурой, а в 1946 году — керамикой. После войны работала на Гжельском керамическом заводе, на Московском плиточном заводе и в керамических мастерских Художественного фонда на Потылихе. С 1951 по 1961 год работала скульптором в художественной лаборатории Конаковского фаянсового завода им. М. И. Калинина.
Принимала участие в групповой выставке в Москве (1974), Всемирной выставке в Брюсселе (1958, серебряная медаль), международной выставке керамики в Остенде (1959), международной выставке керамики в Фаэнце (1972—1973). В 1990 году в Москве состоялась персональная выставка Елены Гуревич. В 2021—2022 годах в Эммаусе в Мемориально-художественном музее Владимира Серова проходила выставка фаянсовых скульптур Елены Гуревич, приуроченная к 115-летию со дня её рождения.
Работы Елены Гуревич находятся в собраниях музея керамики в Кусково, Государственного исторического музея, Пермской художественной галереи, Тверской областной картинной галереи и других музеев.

## Работы
- Козлёнок (1952, фаянс)[3]
- Площадка молодняка (серия, 1953-1954, майолика)[1]
- Туркменка (1956, майолика)[1]
- Царь-пупка (1956, фаянс)[1]
- Царь-колокол (1956, фаянс)[1]
- Дон Кихот и Санчо Панса (1957, фаянс)[3]
- Ремесленники на спевке (1957, фаянс)[3]
- Разговор в раздевалке (1957, фаянс)[1]
- В душевой (1957, фаянс)[1]
- Портрет художника Н. С. Гаврилова (1958, терракота)[1]
- Портрет художника Э. П. Визина (1958, терракота)[1]
- Гимнасты (1959, фаянс)[1]
- Ирина Бугримова с группой львов (1959, шамот)[3]
- Детский прибор для яиц «Курочка ряба» (1959, фаянс)[1]
- Зоопарк (серия, 1960, фаянс)[1]
- Наездница (1960, майолика)[1]
- Трубочист (1962, керамика)[3]
- Диптих «Оркестр» (1966, керамика)[3]
- Хор мальчиков (1966, кованый алюминий)[3]
- Речники (1969, шамот, майолика)[3]
- В пути (1969, дерево)[3]
- Мать и дитя (декоративная пластина, 1971, шамот, майолика, металл)[3]
- Укротительница (1973, шамот, майолика)[3]
- Ансамбль (1978, фаянс)[3]
- Метро (1979, фаянс)[3]